# Pristimantis vicarius
Pristimantis vicarius es una especie de anfibio anuro de la familia Craugastoridae.

## Distribución
Esta especie es endémica de la ladera oriental de la Cordillera Central en Colombia. Habita en los departamentos de Nariño, Huila y Cauca entre los 2900 y 3275 m de altitud.

## Publicación original
- Lynch & Ruíz-Carranza, 1983 : New frogs of the genus Eleutherodactylus from the Andes of southern Colombia. Transactions of the Kansas Academy of Science, vol. 86, n.º 4, p. 99-112.[5]